# Kim Keon-hee
Kim Keon-hee (coreano: 김건희; Yangpyeong, 2 de setembro de 1972)  é uma empresária e esposa de Yoon Suk-yeol, o 13.º presidente da Coreia do Sul. Desde 2009, ela atua como CEO e Presidente da Covana Contents, além de desempenhar o papel de primeira-dama do país de 10 de maio de 2022 a 4 de abril de 2025."

## Início da vida e educação
Kim nasceu Kim Myeong-sin (김명신) em 2 de setembro de 1972 em Yangpyeong, Coreia do Sul, até mudar seu nome para o atual em 2008. Seu pai morreu quando ela estava no ensino médio. Ela frequentou a Myungil Girls' High School antes de se formar na Universidade Kyonggi com um diploma em arte.

## Carreira
Em 2009, Kim fundou a Covana Contents, uma empresa especializada em exposições artísticas e tem atuado como CEO e presidente desde então.

## Controvérsias

### Finanças
Em 2019, a mídia noticiou que ela supostamente não havia pago impostos. Kim foi investigada por supostamente receber propinas para hospedar exposições de arte.
Em 2023, os tribunais descobriram que Kim havia confiado suas contas bancárias a golpistas que manipularam o preço das ações da empresa importadora de automóveis Deutsch Motors. Embora outras pessoas que emprestaram suas contas dessa forma tenham sido condenadas por auxiliar e encorajar o esquema, Kim foi inocentada das acusações pelo departamento de justiça de seu marido.

### Academia
Em 2021, houve relatos de que Kim havia inflado seu currículo com conexões com a Escola de Negócios Stern da Universidade de Nova York. Em uma entrevista coletiva, ela mais tarde se desculpou publicamente e prometeu apenas "se concentrar no papel de esposa de Yoon, mesmo que Yoon seja eleito". Seguindo sua promessa, Yoon incluiu a abolição do Gabinete da Primeira Dama dentro do Gabinete do Presidente em sua promessa de campanha.
Os escritos acadêmicos de Kim foram examinados por suspeita de plágio. Em agosto de 2022, a Universidade Kookmin, onde Kim obteve um doutorado, disse que não encontrou nenhuma má conduta. A declaração desencadeou uma forte reação da comunidade universitária, e um painel de 16 professores em toda a academia divulgou suas próprias descobertas para apoiar as alegações de plágio de Kim durante seu estudo de mestrado na Universidade Feminina Sookmyung e seu estudo de doutorado em Kookmin.
Partidos rivais na Coreia do Sul têm opiniões diferentes sobre o assunto e acusam uns aos outros de serem motivados pela política.

## Vida pessoal
Sua mãe é Choi Eun-sun, que foi julgada e absolvida das acusações de operar um lar de cuidados para idosos sem licença médica de 2013 a 2015, e está atualmente cumprindo uma sentença de um ano por fraude imobiliária após ser condenada em 2023.
Kim se casou com Yoon Suk Yeol em 2012. Em 10 de março de 2022, após a eleição de seu marido como presidente eleito da Coreia do Sul, Kim declarou que preferia o termo esposa do presidente a primeira-dama.

## Honrarias
Polónia: Grã-Cruz da Ordem do Mérito da República da Polônia (13 de julho de 2023)